# Erik Darling
Erik Darling (* 25. September 1933 in Baltimore, Maryland; † 3. August 2008 in Chapel Hill, North Carolina) war ein Folksänger, -gitarrist und Banjospieler, der im Folk-Revival der 1960er Jahre bekannt wurde.
Darling begann seine Karriere in den frühen 1950er Jahren, als er mit zwei Freunden mehrere Titel aufnahm, darunter eine von Darling arrangierte Neuaufnahme des Liedes Tom Dooley, die später vom Kingston Trio übernommen wurde. Beeinflusst von den Weavers gründete Darling zusammen mit Bob Carey und dem späteren Schauspieler Alan Arkin die Gruppe The Tarriers, die 1956 mit einer eigenen Version des jamaikanischen Titels Banana Boat Song ihren größten Hit hatten.
Als Pete Seeger 1958 die Weavers verließ, wurde Erik Darling zu seinem Nachfolger in der Formation. Darling blieb bis 1962 bei den Weavers und gründete dann die Formation The Rooftop Singers. Nachdem sich die Rooftop Singers Ende der 1960er Jahre aufgelöst hatten, war Darling hauptsächlich als Solist unterwegs.

## Diskografie (Solo)
- True Religion (1961 auf Vanguard)
- Train Time (1962 auf Vanguard)
- The Possible Dream (1975 auf Elektra)
- Instrumental Music & Song of the Southern Appalachians (1994 auf Tradition)
- Border Town at Midnight (1994 auf Folk Era)
- Child, Child (2000 auf Wind River)